# Кёбрих, Кристель
Кристель Арианна Кёбрих Шимпль (исп. Kristel Arianne Köbrich Schimpl; род. 9 августа 1985, Сантьяго) — чилийская пловчиха, специализирующаяся в плавании вольным стилем на длинные дистанции 800 и 1500 метров. Участница 6 Олимпийских игр (2004—2024), чемпионатов мира, континента, Панамериканских игр.

## Карьера
На Панамериканских играх 2003 года в Санто-Доминго она вошла в историю, став первой чилийской пловчихой, выигравшей медаль на турнире такого масштаба. Кёбрих заняла третье место в плавании на 800 метров вольным стилем с результатом 8.43,90.
На Олимпийских играх 2004 года в Афинах проплыла дистанцию 800 метров за 8.40,41 и заняла пятнадцатое место. Это стало самым высоким достижением чилийских пловцов на Олимпийских играх. Кроме того, она знаменосцем Чили на церемонии открытия Игр.
На чемпионате мира 2007 года она была первой чилийской пловчихой, которая сумела выйти в финал, заняв восьмое место в предварительном раунде с результатом 16.22,18 на дистанции 1500 метров. Она побила свой же рекорд Южной Америки. В финале она хотя и не улучшила время, но стала седьмой, проплыв 1500 м за 16.27,13, опередив француженку Лор Маноду.
В 2008 году она участвовала на Олимпийских играх в Пекине в плавании на 800 метров вольным стилем и в плавании на открытой воде, однако не сумела показать высоких результатов.
На чемпионате мира по плаванию 2009 года она заняла историческое место для Чили четвёртое место на дистанции 1500 метров с результатом 15.57,57 (новый национальный и южноамериканский рекорд).
В декабре 2009 года Организация спортивных журналистов Чили наградила её «Премией лучшего атлета Чили».
На девятых Южноамериканских играх, состоявшихся в марте 2010 года в Медельине, Кёбрих завоевала три медали — одну золотую и две серебряные.
28 августа 2010 года Кёбрих установила новый южноамериканский рекорд на 1500 метров на турнире в Кордове на малой воде. Пловчиха выиграла с результатом 15.53,81, что оказалось лучше её предыдущего рекорда 16.02,11, установленного в 2005 году.
На Панамериканских играх 2011 года, проходивших в Гвадалахаре, Кёбрих завоевала бронзу на дистанции 400 метров вольным стилем 19 октября она выиграла первую золотую медаль в истории чилийского плавания на Панамериканских играх, а также первую золотую медаль на Играх 2011 года, в плавании на 800 метров вольным стилем.
На Олимпийских играх 2012 года финишировала 14-й на дистанции 800 метров вольным стилем со временем 8.28,88 в предварительном раунде, не сумев выйти в финал.
В июле 2013 года Кёбрих снова успешно выступила на мировом уровне, попав в финал чемпионата мира по плаванию 2013 с результатом 15.54,30. Помимо этого она побила южноамериканский рекорд, но в финале стала шестой.
В ноябре на Боливарианских играх 2013 года в Трухильо она завоевала бронзу в плавании на 400 м комплексным плаванием и два серебра на 400 и 800 м вольным стилем. На дистанции 1500 м вольным стилем она стала чемпионкой.
В марте следующего года она участвовал на Южноамериканских играх 2014 года в Сантьяго, где завоевала пять медалей, среди которых две золотые на дистанции 1500 м вольным стилем и 10 км на открытой воде.
На чемпионате мира в Казани заняла седьмое место на дистанции 1500 м с результатом 16.06,55. Спустя два года в Будапеште вновь вышла в финал, где стала шестой, проплыв в финале за 16.13,46.
На Олимпиаде в Рио-де-Жанейро Кёбрих заняла 17-е место на дистанции 800 м.
На чемпионате мира в Кванджу заняла двенадцатое место на дистанции 1500 м. В том же году квалифицировалась на свою пятую Олимпиаду в Токио, где дебютирует в программе Игр её любимая дисциплина 1500 м.
В 2020 году тренировалась и проживала в аргентинской Кордове.
На чемпионате мира 2024 года в Дохе 38-летняя Кёбрих заняла 8-е место на дистанции 1500 метров вольным стилем с результатом 16:18.90. В предварительном заплыве показала время 16:16.62.
На чемпионате мира 2025 года в Сингапуре за несколько дней до своего 40-летия заняла 14-е место на дистанции 1500 метров вольным стилем с результатом 16:22.66.

## Личные рекорды

### Длинный бассейн
| Дистанция  | Результат | Соревнование                | Дата          | Прим.  |
| ---------- | --------- | --------------------------- | ------------- | ------ |
| 200 м в/с  | 2.04,24   | Международный турнир в Кане | 6 июня 2012   | [ 20 ] |
| 400 м в/с  | 4.11,32   | Гран-при Индианаполиса 2012 | 29 марта 2012 | [ 20 ] |
| 800 м в/с  | 8.26,75   | Чемпионат мира 2013         | 28 июля 2013  | [ 20 ] |
| 1500 м в/с | 15.54,30  | Чемпионат мира 2013         | 28 июля 2013  | [ 20 ] |

### Короткий бассейн
| Дистанция  | Результат | Соревнование        | Дата            | Прим.  |
| ---------- | --------- | ------------------- | --------------- | ------ |
| 200 м в/с  | 1.59,53   | Чемпионат мира 2010 | 15 декабря 2010 | [ 20 ] |
| 400 м в/с  | 4.02,67   | Кубок мира 2009     | 14 ноября 2009  | [ 20 ] |
| 800 м в/с  | 8.08,02   | Кубок мира 2009     | 14 ноября 2009  | [ 20 ] |
| 1500 м в/с | 15.51,44  | Top times           | 10 мая 2010     | [ 20 ] |

## Кёбрих на летних Олимпийских играх
Зелёным выделены участия в финальных заплывах
| Дистанция                  | 2004 | 2008 | 2012 | 2016 | 2020 | 2024 |
| -------------------------- | ---- | ---- | ---- | ---- | ---- | ---- |
| 400 метров вольным стилем  | 26   | —    | 24   | 24   | —    | —    |
| 800 метров вольным стилем  | 15   | 20   | 14   | 17   | 19   | 15   |
| 1500 метров вольным стилем | н/д  | н/д  | н/д  | н/д  | 14   | 14   |
| 10 км открытая вода        | —    | DNF  | —    | —    | —    | —    |

## Международные соревнования
| Год  | Соревнование                    | Место                  | Результат | Дистанция | Время      | Прим.  |
| ---- | ------------------------------- | ---------------------- | --------- | --------- | ---------- | ------ |
| 2004 | Олимпийские игры                | Афины, Греция          | 15        | 800 м     | 8.40,41    | [ 21 ] |
| 2007 | Чемпионат мира                  | Мельбурн, Австралия    | 7         | 1500 м    | 16.27,13   | [ 4 ]  |
| 2008 | Чемпионат мира на открытой воде | Севилья, Испания       | 33        | 10 км     | 2:04.43,04 | [ 22 ] |
| 2009 | Чемпионат мира на открытой воде | Остия, Италия          | 6         | 5 км      | 57.17,1    | [ 23 ] |
| 2009 | Чемпионат мира                  | Рим, Италия            | 4         | 1500 м    | 15.57,57   | [ 5 ]  |
| 2011 | Чемпионат мира                  | Шанхай, Китай          | 4         | 1500 м    | 16.05,11   | [ 24 ] |
| 2012 | Олимпийские игры                | Лондон, Великобритания | 14        | 800 м     | 8.29,55    | [ 25 ] |
| 2013 | Чемпионат мира                  | Барселона, Испания     | 6         | 1500 м    | 16.01,94   | [ 12 ] |
| 2015 | Чемпионат мира                  | Казань, Россия         | 7         | 1500 м    | 16.06,55   | [ 17 ] |
| 2017 | Чемпионат мира                  | Будапешт, Венгрия      | 6         | 1500 м    | 16.13,46   | [ 18 ] |
| 2017 | Кубок мира на короткой воде     | Москва, Россия         | 2         | 800 м     | 8.18,88    | [ 26 ] |
| 2017 | Кубок мира на короткой воде     | Москва, Россия         | 5         | 400 м     | 4.05,93    | [ 26 ] |
| 2017 | Кубок мира на короткой воде     | Берлин, Германия       | 4         | 400 м     | 4.05,40    | [ 27 ] |
| 2017 | Кубок мира на короткой воде     | Эйндховен, Нидерланды  | 3         | 800 м     | 8.14,11    | [ 28 ] |
| 2018 | TYR Pro Swim Series             | Остин, США             | 1         | 1500 м    | 16.17,11   | [ 29 ] |
| 2018 | TYR Pro Swim Series             | Остин, США             | 2         | 800 м     | 8.35,65    | [ 30 ] |
| 2018 | TYR Pro Swim Series             | Остин, США             | 6         | 400 м     | 4.15,89    | [ 31 ] |